# Ђин Буа Спата
Ђин Буа Спата (1310-1399) је био албански обласни господар у Српском царству у 14. веку. После пада породице Орсини у Епиру, српски племићи су поделили њихове територије између себе и албанских владара који су подржавали српску кампању. На југу Српског царства су тада формиране две области којима су владали албански владари, Ђин Буа Спата и Петар Лоша. Област Ђин Буа Спате имала је средиште у Ангелокастрону. После смрти Петра Лоше 1374. године, две албанске области су уједињене под влашћу Ђин Буа Спате.